# Nothogomphodon
Nothogomphodon — рід тероцефалових терапсид. Його класифікують у родині Bauriidae і поміщають у власну підродину Nothogomphodontinae.

## Опис
Нотогомфодон був незвичайним серед тероцефалів завдяки своїй секторальній зубній частині, рисі, яка була у нього спільною з цинодонтами і яка дозволяла йому ефективніше зрізувати м'ясо.

## Види
Існує два описані види Nothogomphodon: N. danilovi і N. sanjiaoensis. N. danilovi є типовим видом і відомий з Росії, тоді як N. sanjiaoensis відомий з Китаю. N. sanjiaoensis можна відрізнити від N. danilovi за яйцеподібною основою ікла та чітким проміжком між іклом і першим післяікловим зубом.